# Monocikl
Monocikl, poznat još i kao unicikl ili jednocikl, je vozilo na ljudski pogon, koje tlo dodiruje samo jednim kotačem. Najčešća varijanta ima okvir sa sjedalom i ima izravni pogon na pedale. Dvobrzinsko čvorište je komercijalno dostupno za bržu vožnju monociklima. 
Vožnja monociklom se profesionalno prakticira u cirkusima, od strane uličnih izvođača, na festivalima i kao hobi. Monocikli su također korišteni za stvaranje novih sportova kao što je hokej na monociklima.  
Posljednjih godina monocikli se također koriste u brdskom monociklizmu, aktivnosti sličnoj brdskom biciklizmu.

## Vanjske poveznice
- Međunarodna Monociklistička Federacija.